# Bodziec II
Bodziec – polski herb szlachecki z nobilitacji, nadany w Królestwie Kongresowym.

## Opis herbu
Na tarczy dwudzielnej w słup w polu I srebrnym róg czerwony jeleni i bawoli szary, w polu II czerwonym Temida w białej sukni i błękitnej todze.
W klejnocie rogi jak w polu I.

## Najwcześniejsze wzmianki
Nadany 24 stycznia 1843 Walentemu Rogalskiemu przez Mikołaja I.

## Herbowni
Herb ten był herbem własnym, toteż do jego używania uprawniony jest tylko jeden ród herbownych:
Rogalski.